# Ibn al-Kammad
Abū Ja'far Aḥmad ibn Yūsuf ibn al‐Kammād, noto semplicemente come Ibn al-Kammād (in arabo أحمد بن يوسف ابن الكماد‎?; Siviglia, ... – XII secolo), è stato un astronomo e astrologo arabo, principalmente conosciuto per essere stato un discepolo di Al-Zarqālī. Le sue opere come "al-Kawr alā al-dawr" (in italiano noto come "Le rotazioni periodiche") lo resero famoso non soltanto nella Penisola iberica ma anche nel Nordafrica, specialmente in Tunisia, dove l'astronomo Ibn Isḥāq al-Tūnisī scrisse dei commenti sulle sue opere.

## Biografia

Ritratto di fantasia di Al-Zarqali, maestro di al-Kammād, pubblicato dalla Fundacìón Española para la Ciencia y la Tecnologia di Madrid.

Ibn al-Kammād fu un noto astronomo di al-Andalus che influenzò numerosi scritti di astronomi successivi nelle tradizioni astronomiche araba, ebraica e latina. Le informazioni sulla sua vita sono scarse: probabilmente nacque a Siviglia e trascorse la sua vita lavorativa a Córdoba. Ibn al-Kammād fu un discepolo di Al-Zarqālī (XI secolo), ma non è certo che i due si siano mai incontrati. Ad al-Kammād si riferiscono astronomi successivi di al-Andalus, del Nord Africa e della Penisola iberica, e riferimenti a lui si trovano in fonti arabe, latine ed ebraiche; sembra che fosse conosciuto anche nei Paesi islamici orientali. Il riferimento a un oroscopo lanciato da al-Kammād a Cordova nel 1116-1117, presente nella versione esistente dello zīj di Ibn Isḥāq al-Tūnisī, suggerisce che egli nacque all'inizio del XII secolo. Alcune fonti moderne, a partire dal XIX secolo, suggeriscono che morì nel 1195; tuttavia, alla luce dell'oroscopo citato, questa data dovrebbe essere rivista.

## Opere
Ibn al-Kammād scrisse tre zījes (manuali astronomici con tabelle): "al-Kawr ʿalā al-dawr", "al-Amad ʿalā al-abad" e "al-Muqtabas", una compilazione dei due zījes precedenti; nessuno di questi documenti sopravvive in una versione completa dell'originale arabo. Ciò che è sopravvissuto è la traduzione latina di al-Muqtabas fatta da Giovanni da Palermo nel 1262 a Palermo. Lo stesso manoscritto contiene diversi capitoli che non appartengono ad al-Muqtabas (probabilmente legati ad "al-Kawr"); anch'essi furono tradotti da Giovanni da Palermo nel 1262 a Palermo. Inoltre, negli ultimi fogli del manoscritto sono presenti anche alcune tavole che non appartengono ad al-Muqtabas, due delle quali sono relative alla città di Salé (Marocco). Alcuni frammenti di al-Kawr e del capitolo 28 di al-Muqtabas sono conservati in arabo.
Viene attribuito ad al-Kammād un'altra opera intitolata Mafātīḥ al-asrār tradotto Le chiavi dei segreti . Di questo documento si è preservato un singolo capitolo dedicato alla tecnica astrologica nota come animodar, volta a stabilire l'inizio della gestazione di un neonato.

### al-Muqtabas
Il testo è composto da tavole, il loro utilizzo è spiegato tramite trenta canoni chiamate al-Muqtabis. All'interno del documento sono presenti equazioni e operazioni matematiche, le principali permettono il calcolo dell'equazione del tempo e dell'eclissi solare. Le conclusioni matematiche del testo si basano sulle coordinate di Còrdoba e forniscono una serie di informazioni geografiche sulla città. Ad esempio riferimenti alla latitudine cittadina, alla durata dell'esposizione solare così come la posizione radiale del Sole, della Luna e dei principali pianeti del Sistema solare.
Inoltre si focalizza su alcuni temi cari all'astrologia medievale, come il Tasyīr pratica astrologica volta a pronosticare le date di un avvenimento futuro basandosi sulla continuazione artificiale di astri celesti. Nel testo è formulata una controversa teoria per il calcolo della trepidazione, basata sulle opere di Al-Zarqali.

### Calcolo dell'equazione del tempo
In astronomia si intende con equazione del tempo lo scostamento tra un orologio solare e un orologio che misura il tempo in modo regolare, dovuto all'azione congiunta dell'inclinazione del asse terrestre e dell'eccentricità del orbita terrestre. Questa anomalia temporale venne inizialmente attribuita al Sole e fu notata per la prima volta da Tolomeo. Fu poi al centro di un grande dibattito scientifico durante il medioevo e in particolar modo nell'astronomia medievale araba.
Nel testo Ibn al-Kammād procede con il calcolo dell'anomalia solare media utilizzando un'equazione solare, sviluppata da Al-Zarqali.

### Calcolo dell'eclissi solare
Questa operazione viene esposta da al-Kammād dal venticinquesimo al ventinovesimo canone. Il calcolo ha l'obbiettivo di stabilire quando si verificherà la prossima eclissi solare  partendo dal calcolo della velocità solare e lunare. Per calcolarle al-Kammād utilizza due importanti equazioni, qui sotto riportate,  anche usate da altri autori come Jun Gil de Burgos e in altri documenti come le ''Tavole di Tolosa''.
Vs(1°) = 0:2,22°/h e Vs(180°) = 0:2,34°/h
Vm(1°) = 0:30,12°/h e Vm(180°) = 0:35,40°/h
Il documento illustra anche equazioni relative al calcolo della durata dell'eclissi e della sua intensità, anche detta magnitudo. Sono presenti anche altre operazioni matematiche volte al calcolo del parallasse lunare e solare, così come altre inerenti alla latitudine lunare. Quest'equazioni sono propedeutiche al raggiungimento di stime più accurate per lo stabilimento di eclissi solari venture.

#### Altre tavole
Oltre alle operazioni matematiche sopracitate sono presenti nel testo anche equazioni utili ad altri scopi. Tra queste sono presenti tavole che mostrano il funzionamento di operazioni matematiche volte alla conversione di una data dal calendario arabo a quello romano ed egiziano.
Inoltre sono presenti altri studi fortemente influenzati dall'eredità scientifica di Al-Zarqali come il calcolo dell'apogeo solare e lunare. Entrambe le operazioni si basano su dati e valori elaborati in precedenza da Al-Zarqali.
Nel testo sono anche presenti due lunghi elenchi. Il primo contiene una lista di trenta stelle indicandone il nome, l'intensità, le coordinate e i pianeti associati ad essi (si suppone per legami astrologici). Le coordinate derivano dal catalogo stellare redatto da Tolomeo. La seconda lista è composta da trenta luoghi, per ognuno di essi viene fornita la longitudine e la latitudine. L'elenco riporta le coordinate della città di Còrdoba.

### Controversie
Una traduzione in castigliano di un capitolo sulla trepidazione di Ibn al-Kammād è conservata nella Biblioteca della Cattedrale di Segovia: potrebbe appartenere a uno dei suoi zīj, anche se non ci sono istruzioni sull'uso delle tavole come ci si aspetterebbe dai canoni di uno zīj. Nel capitolo intitolato “Libro sobre çircunferencia de moto sacado por tiempo seculo”, che sembra essere una traduzione di al-Kawr ʿalā al-dawr ("Le rotazioni periodiche") o di al-Amad ʿalā al-abad ("Per l'arco dell'eternità"), Ibn al-Kammād commette un errore rispetto al modello di trepidazione di Zarqālī: egli assume che il moto del polo dell'eclittica attorno al suo epiciclo polare sia uguale al moto della Testa dell'Ariete attorno al suo epiciclo equatoriale. Una spiegazione che mostra lo stesso errore e che viene attribuita ad "alcuni astronomi" si trova nel Tadhkira di Naṣīr al-Dīn al-Ṭūsī. Un altro testo arabo di Ibn al-Kammād è conservato presso l'Iraq Museum di Baghdad, anche se finora non è stato studiato.

#### Rapporto con l'astrologia
Ibn al-Kammād scrisse anche un trattato di astrologia, il Kitāb Mafātīḥ al-asrār, di cui sono rimasti solo i capitoli 10 e 15. Questi capitoli (Kalām fī al-naymūdār li-taṣḥīḥ ṭawāli ʿal-mawālid), sull'ostetricia astrologica, spiegano come utilizzare le misure astronomiche per determinare la durata di una gravidanza. Sono collegati ad "al-Kawr" e ad alcune tavole che lo accompagnano, ma non appartengono ad "al-Muqtabas".

#### Critiche e influenze successive
Ibn al-Kammād venne fortemente criticato da Ibn al-Hāʾim al-Ishbīlī nell'opera di quest'ultimo "al-Zīj al-kāmil" (1205 circa); Ibn al-Hāʾim rilevò ben 25 errori nell'opera di Ibn al-Kammād, soprattutto in al-Kawr ʿalā al-dawr e in al-Amad ʿalā al-abad. Questi errori hanno principalmente a che fare con i moti solari e lunari, i modelli di trepidazione, la trigonometria, il cronometraggio e l'astrologia. Nonostante ciò, l'influenza di Ibn al-Kammād è visibile in numerosi astronomi successivi che scrivono in arabo, ebraico e latino, come Abū al-Ḥasan al-Marrākushī (nel XIII secolo), Juan Gil, al-Ḥadib, Joseph ibn Waqār e, in particolare, Jacob Corsuno, l'autore delle "Tavole di Barcellona" dedicate al re Pietro il Cerimonioso nel XIV secolo.